# Вагайцево
Вагайцево — село в Ордынском районе Новосибирской области России. Административный центр Вагайцевского сельсовета.

## География
Площадь села — 168 гектаров.

## Население
| 2002 | 2007  | 2010  |
| ---- | ----- | ----- |
| 1997 | ↗2176 | ↘2067 |

## История
По дореволюционному делению относилось к Ординской волости Барнаульского уезда Томской губернии.

## Инфраструктура
В селе по данным на 2007 год функционируют 1 учреждение здравоохранения и 2 учреждения образования.